# Londinium
Londinium fu il nome originale (e ufficiale) latino di Londra, capoluogo generale della Britannia romana, che fu fondata intorno al 47 d.C. Fu utilizzata come un importante centro commerciale per l'impero romano fino al suo abbandono nel corso del V secolo.
Dopo la sua fondazione a metà del I secolo, inizialmente Londinium occupava una superficie relativamente piccola, era più o meno equivalente per dimensioni all'Hyde Park, pari a 350 acri (1,42 km²).
Nel XIX secolo l'antiquario Roach Smith stimò la sua lunghezza dalla parte orientale della Torre di Londra verso Ludgate di circa 1 miglio (1,61 km), e dalle mura di Londra a nord verso la "Thames bank" per circa 0,5 miglia (804,67 m).
Nel 61 d.C., diciassette anni dopo la sua fondazione, Londinium fu saccheggiata dagli Iceni guidati dalla loro regina Budicca. Alcuni scavi hanno confermato prove di distruzione da fuoco, sotto forma di uno strato di cenere rossa sotto la città risalente a tale data. La città fu ricostruita secondo lo schema delle città romane e si riprese probabilmente dopo dieci anni. Durante gli ultimi decenni del I secolo, Londinium ebbe una rapida espansione e divenne rapidamente la più grande città romana della Britannia. Alla fine del I secolo, Londinium aveva sostituito Camulodunum (la moderna Colchester) come capitale della Britannia. Nel corso del II secolo, Londinium raggiunse il suo apice. L'imperatore Adriano visitò Londinium nel 122 e probabilmente, come conseguenza della sua visita, furono costruiti una serie di imponenti edifici pubblici. A un certo punto, poco dopo, un grande incendio distrusse gran parte della città. Nella seconda metà del II secolo, Londinium sembra essersi ridotta per dimensioni e popolazione. Anche se rimase importante per il resto del periodo della presenza romana, sembra non essersi ripresa pienamente da questa crisi, poiché gli archeologi hanno scoperto che dopo tale data gran parte della città era ricoperta di terra scura rimasta indisturbata per secoli.
Fra i 190 e il 225 i Romani costruirono le Mura di Londra, un muro difensivo sul lato interno della città. Insieme al Vallo di Adriano e alla rete stradale, il Muro di Londra è stato uno dei più grandi progetti di costruzione realizzati in Britannia. Il muro era lungo circa 5 chilometri (3,11 mi), alto 6 metri (19,69 ft) e spesso 2,5 metri (8,20 ft). Il muro sarebbe sopravvissuto per altri 1600 anni e delimiterà il perimetro della Città di Londra per i secoli a venire. Il perimetro della attuale 'City' è più o meno definito dalla linea delle antiche mura.

## Origine e lingua
La città di Londinium fu fondata dagli antichi Romani dopo l'invasione del 43 guidata dall'imperatore romano Claudio. Oggi gli archeologi hanno ragione di credere che Londinium sia stata fondata intorno al 47 d.C. come insediamento civile (o civitas). Uno scolo in legno dal lato della principale strada romana ritrovata dallo scavo al 'No 1 Poultry' è stato datato attraverso la dendrocronologia al 47 d.C., il che è probabile che sia la data della fondazione.
Prima dell'arrivo delle legioni romane, la zona era quasi certamente aperta campagna leggermente collinare attraversato da fiumi come il Walbrook. Londinium fu costruita nel punto in cui il fiume Tamigi era abbastanza stretto per costruire un ponte e abbastanza profondo per gestire navi mercantili d'alto mare. Resti di un molo romano e di un enorme basamento per un ponte furono trovati nel 1981, vicino al moderno Ponte di Londra.
È tradizionalmente ritenuto che Londinium sia nata come un insediamento civile, anche se forse vi era presente un forte romano. Tuttavia, scavi archeologici, effettuati negli anni settanta dal Dipartimento di Archeologia Urbana del Museo di Londra, ora denominato MOLA, non è riuscito a portare alla luce eventuali tracce convincenti di un'occupazione militare sul sito. Numerosi archeologi ritengono che Londinium fosse il centro di attività d'impresa private. Il suo sito è posizionato su una strada trafficata e di attraversamento del fiume in un luogo ideale per avviare un'attività per gli operatori di tutto l'impero romano.
Si pensa che Il nome "Londinium" sia di origine pre-romana ('Lowonidojon') o probabilmente pre-celtica ('(p)lowonida') e potrebbe significare "fiume troppo largo per essere guadato". Era pratica comune per i Romani adottare nomi nativi per i nuovi insediamenti. Una teoria comune è che il nome derivi da un ipotetico toponimo celtico Londinion, che potrebbe derivare dal nome personale Londinos, da Lond parola, che significa 'selvaggio'.
Una teoria, poco accettata, proposta da Richard Coates suggerisce che il nome derivi da un idronimo celtizzato risalente dell'Europa del II millennio a.C. che fa parte del più antico strato di toponomastica europeo, nel senso stabilito dal Hans Krahe; Coates suggerisce una derivazione da un nome pre-celtico Plowonida - da due radici, plew e nejd, forse significa "il fiume che scorre" o "il grande fiume che scorre". Pertanto, Londinium significherebbe "l'insediamento sul grande fiume". Egli suggerisce, inoltre, che il fiume fu chiamato a monte Tamigi, dove era più stretto, e Plowonida a valle, dove era troppo ampio per il guado.
Iscrizioni e graffiti, ritrovati dagli archeologi, confermano che il latino era la lingua locale. È stato dedotto dagli studiosi moderni che molte delle persone del luogo parlavano la lingua celtica, ora chiamata lingua brittonica, chiamata lingua Gallica (gallico) al tempo dei Romani. Questa lingua è l'antenata del gallese, del bretone e del cornico.

## Lo status di Londinium
Lo stato di Londinium è incerto. Non era la capitale di una civitas, ma Claudio Tolomeo la elenca come una delle città dei Cantiaci. Partendo come una piccola fortezza a guardia della parte settentrionale del nuovo ponte sul fiume Tamigi, crebbe fino a diventare un importante porto per il commercio tra Britannia e le province romane del continente. La mancanza di ville private romane (abbondanti altrove) suggerisce che fosse di proprietà militare o addirittura imperiale. Al tempo della rivolta di Boudica, Tacito scrive che "Londinium... anche se non è distinta con il nome di una colonia, era molto frequentata da un certo numero di commercianti e navi commerciali". Negli anni successivi la rivolta, l'amministrazione provinciale della Britannia passa da Camulodunum (l'attuale Colchester nell'Essex) a Londinium. La data del trasferimento non fu registrata, anche se sono state ritrovate alcune tegole risalenti al II secolo contrassegnati con la scritta "P.PR.BR.LON": "Il proconsole provinciale della Britannia a Londinium". Londinium non è registrata come la 'capitale' della Britannia, ma ci sono numerosi e forti indizi per questa teoria, come ad esempio la costruzione di un palazzo del governatore romano, la costruzione di un accampamento militare all'inizio del II secolo e lapidi appartenenti a diversi membri del personale del governatore. Si è ipotizzato che la città divenne una colonia, dal fatto che nella Lista di Verona, risalente ai primi anni del IV secolo, descrive un vescovo Adelphius "Adelphius episcopus de civitate colonia Londiniensium". Nel IV secolo il nome di Londinium fu cambiato in Augusta.

## Storia ed evoluzione

### I secolo

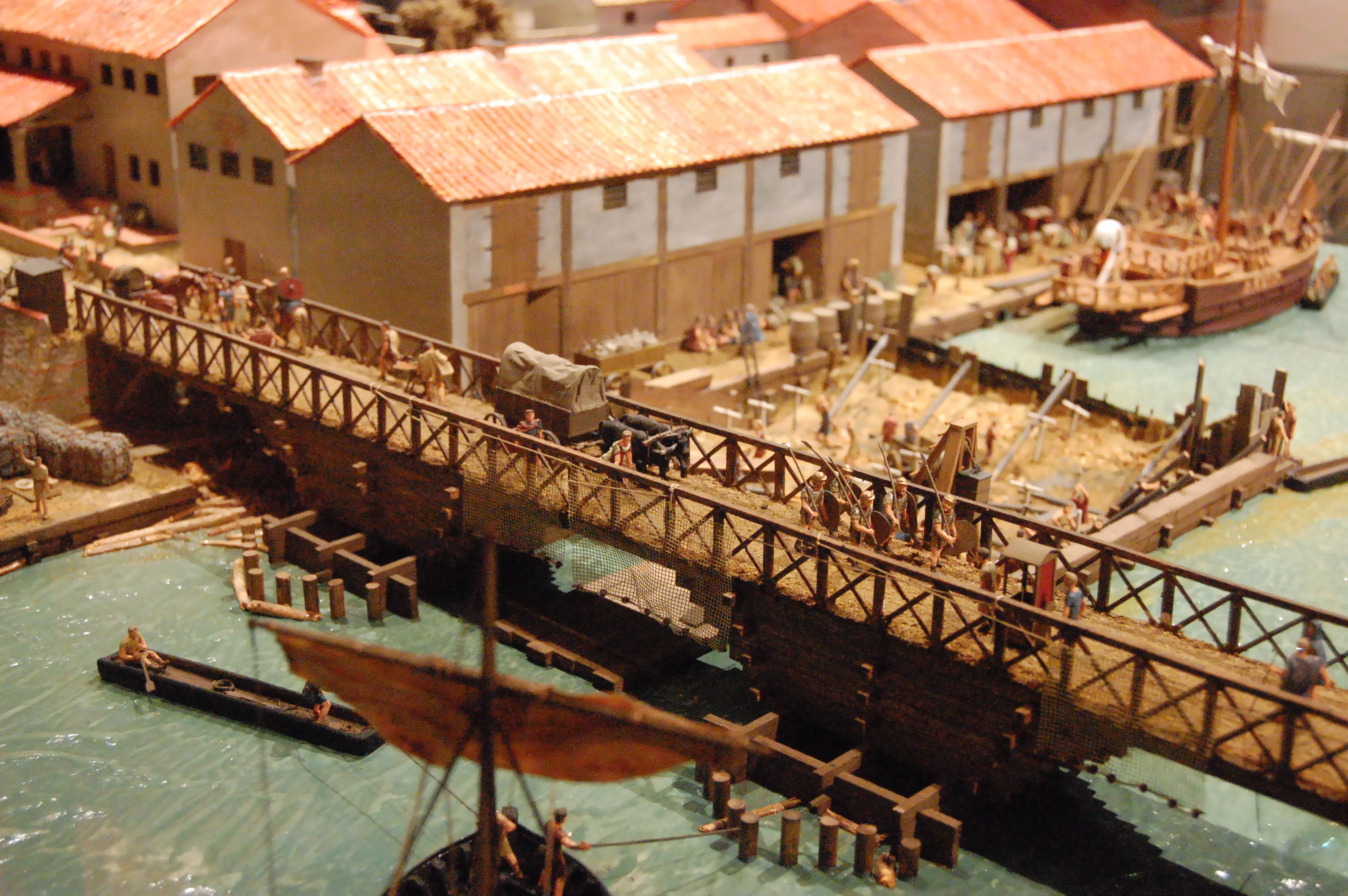
Modello di Londra nell'85-90 in mostra nel Museo di Londra, raffigurante il primo ponte sul Tamigi.

Dopo la sua fondazione, a metà del I secolo, inizialmente Londinium occupava una superficie relativamente piccola, più o meno equivalente alle dimensioni del parco londinese di Hyde Park pari a 350 acri (1,42 km²). Nel XIX secolo, l'antiquario Roach Smith stimò la sua lunghezza pari a circa 1 miglio (1,61 km) a ovest dalla Torre di Londra verso est alla Porta di Ludgate e a nord dalle Mura di Londra verso il Tamigi pari a circa 0,5 miglia (804,67 m).
Gli archeologi hanno scoperto numerosi beni importati da tutto l'Impero risalenti a questo periodo, suggerendo che inizialmente Londinium era una comunità molto cosmopolita di mercanti provenienti da tutto l'Impero il che implica l'esistenza di un mercato locale per tali oggetti.

#### La rivolta di Boudicca
Nel 60 circa, poco più di dieci anni dopo la sua fondazione, Londinium fu saccheggiata dalla tribù degli Iceni guidati dal loro regina Boudicca. Gli scavi hanno rivelato conferma delle prove di distruzione da fuoco, sotto forma di uno strato di cenere rossa sotto la città risalenti a tale data.
Le forze di Boudicca, ribellandosi contro la dominazione romana, prima distrussero Camulodunum e poi sconfissero la legione romana inviata da Lindum (l'attuale Lincoln nello Lincolnshire) per riprendere la città. Rivolsero poi la loro attenzione verso Londinium. Il generale romano Gaio Svetonio Paolino riuscì da inviare alcune truppe a Londra prima dell'arrivo delle forze di Boudicca, che erano molto più numerose. Che cosa è successo dopo è stato registrato dallo storico romano Tacito, in quella che fu la prima traccia scritta di Londra.
(Publio Cornelio Tacito, Annales, Liber XIV, cap. 33)
Tacito afferma poi che i romani risposero all'attacco di Boudicca con il massacro di circa 80.000 britannici nella battaglia di Watling Street. Vi è una credenza folcloristica di vecchia data che questa battaglia ebbe luogo presso King's Cross, semplicemente perché in quel luogo vi era un villaggio medievale conosciuto come 'Battle Bridge' (la Battaglia sul Ponte). Tacito descrive il sito: "[Svetonio] Sceglie un luogo dall'accesso angusto, una gola chiusa alle spalle da una selva", ma non menziona il fiume River Fleet che scorreva in quel luogo.
Dopo essere stata saccheggiata, la città venne rapidamente ricostruita secondo lo schema delle città romane e si riprese entro una decina di anni. Durante gli ultimi decenni del I secolo, Londinium ebbe una rapida espansione e divenne rapidamente la più grande città romana della Britannia. Al finire del I secolo, Londinium aveva sostituito Camulodunum (l'attuale Colchester) come capitale della Britannia romana.

### II secolo

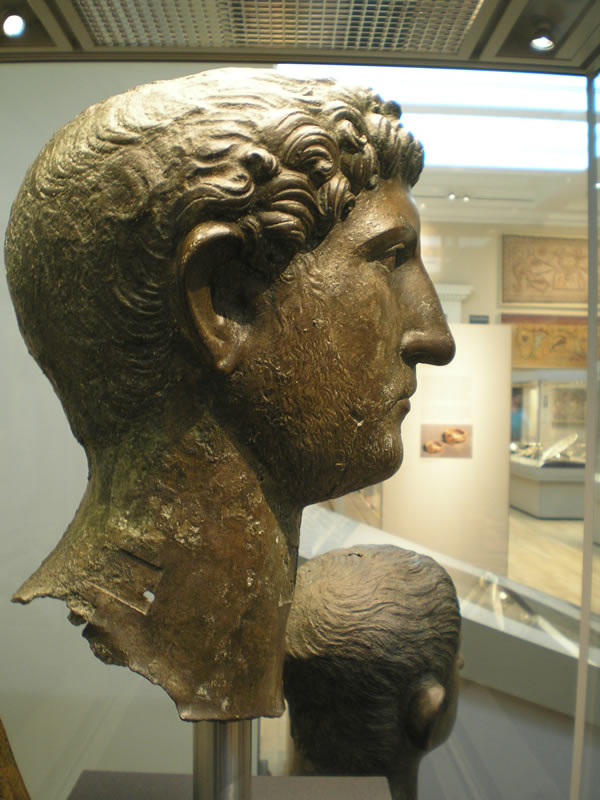
Testa di Bronzo di Adriano, trovata a Londra

Nel corso del II secolo, Londinium raggiunse il suo apice. L'imperatore Adriano visitò Londinium nel 122, e probabilmente come conseguenza furono costruiti una serie di imponenti edifici pubblici.  Poco dopo, un grande incendio distrusse gran parte della città. Gli archeologi hanno scoperto una notevole quantità di macerie bruciate risalenti a questo periodo, anche se non si fa menzione di un incendio da parte di nessun autore classico.
Londinium sembra essersi ristabilita, comunque, e intorno al 140 circa aveva raggiunto una popolazione stimata a circa 45.000/60.000 abitanti. Intorno alla metà del secolo vantava grandi edifici pubblici, tra cui la più grande basilica a nord delle Alpi, il palazzo del governatore, templi, terme e un grande forte per la guarnigione della città.
Gli scavi degli anni 80 hanno rilevato un grande complesso portuale romano vicino all'attuale London Bridge e sull'altro lato del fiume a Southwark, confermando che, durante questo periodo, Londinium era un importante nodo commerciale e di scambio.
Nella seconda metà del II secolo, Londinium sembra essersi ridotta di dimensioni e popolazione. Il motivo è sconosciuto, ma la cosiddetta peste antonina è considerata una causa probabile.
Anche se Londinium rimase importante per il resto del periodo romano, sembra non essersi ripresa pienamente da questa crisi, poiché è stato scoperto dagli archeologi che gran parte della città, dopo tale data, era ricoperta di terra scura, che rimase indisturbata per secoli.

### III secolo
Fra il 190 e il 225, i Romani costruirono le Mura di Londra, un muro difensivo intorno al lato verso terra della città. Insieme con il Vallo di Adriano e la rete stradale romana, il Muro di Londra è stato uno dei più grandi progetti di costruzione realizzati nella Britannia. Le mura erano lunghe circa 5 chilometri (3,11 mi), alte circa 6 metri (19,69 ft) e spesse circa 2,5 metri (8,20 ft).

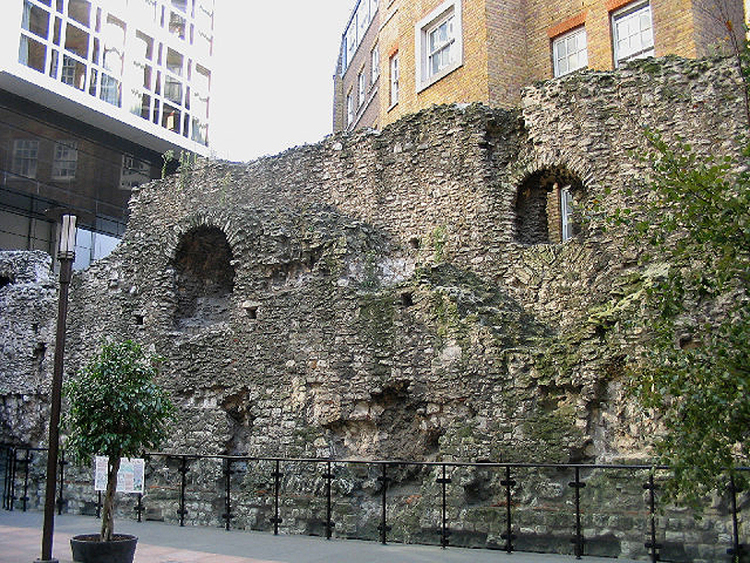
I resti delle Mura di Londra

Anche se la ragione esatta della costruzione delle mura è sconosciuta, potrebbe essere legata all'invasione del nord della Britannia da parte dei Pitti, che superarono il Vallo di Adriano nel 180. Come alternativa, molti storici collegano la costruzione delle mura con la crisi politica che era emersa nel 190 quando due uomini, Settimio Severo e il governatore della Britannia (e usurpatore) Clodio Albino, rivendicavano entrambi il
diritto di successione come imperatore. Il muro potrebbe essere stato costruito nel 190 per ordine di Albino, che, nella lotta per il potere con il suo rivale, sentì la necessità di proteggere la sua capitale. Settimio alla fine sconfisse il suo rivale nel 197.
Le mura sarebbero sopravvissute per altri 1600 anni e definire il perimetro della city di Londra per i secoli a venire. Il perimetro dell'attuale 'City' è approssimativamente definito dalla linea delle mura antiche.
L'impulso economico fornito dalla costruzione Muro e le campagne di conquista di Settimio in Caledonia sembrano aver rianimato le fortune di Londra piuttosto agli inizi del III secolo. Alcune prove archeologiche indicano il rinnovo attività edilizia a partire da questo periodo. Una delle riforme introdotte da Severo intorno al 200 era la divisione della Britannia in due province: Britannia Superiore e Britannia Inferiore. Londinium rimase la capitale della Britannia Superiore, mentre Eburacum (l'attuale York) divenne capitale della Britannia Inferiore.
Alla fine del III secolo, Londra fu saccheggiata più volte dai pirati sassoni. Ciò porto', dal 255 circa in poi, alla costruzione di mura aggiuntive sul lato del fiume.

#### La rivolta di Carausio

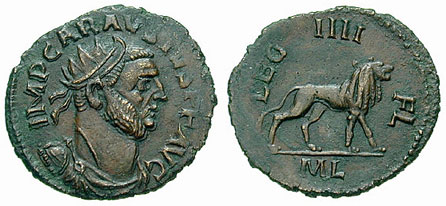
Moneta di Carausio coniata dalla zecca di Londra, raffigurante un leone, simbolo della Legio IIII Flavia Felix.

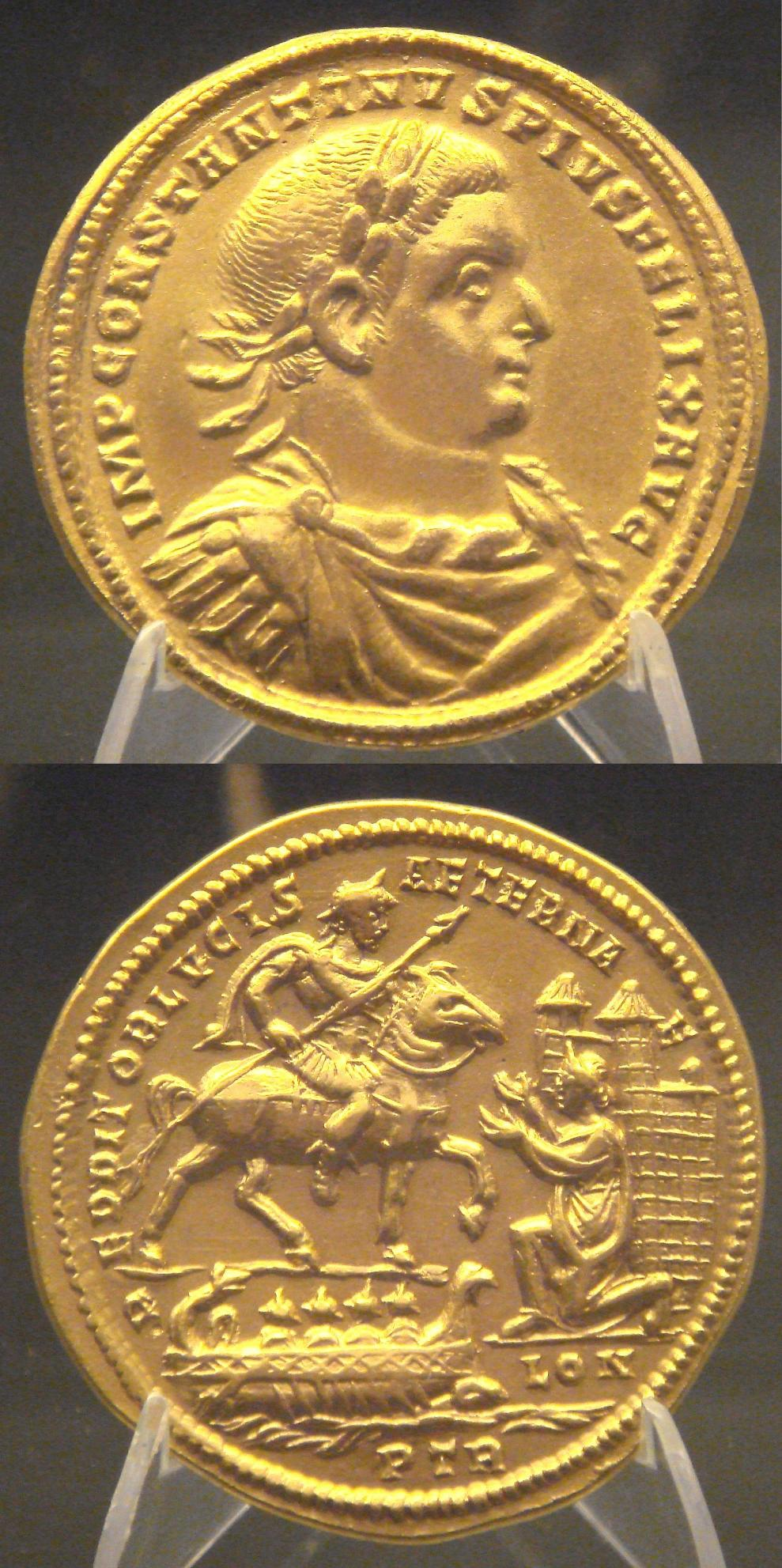
Medaglione di Costanzo Cloro celebrante la liberazione di Londra da Alletto.

Nel 286 l'usurpatore Carausio si ribellò contro il dominio di Roma e si autoproclamò imperatore della Britannia , governando per sette anni prima di essere assassinato dal suo tesoriere Alletto, che ne prese il posto.
Nel 296 il generale Costanzo Cloro invase la Britannia per ristabilire il controllo di Roma. A questo punto, i mercenari Franchi impiegati da Alletto incominciarono a saccheggiare Londinium. Furono interrotti in questo compito, quando una flotta di navi da guerra romane risalì il Tamigi. Secondo lo scrittore del IV secolo Eumenio "le navi raggiunsero Londra, trovarono i superstiti dei mercenari barbari che saccheggiavano la città, e quando costoro cominciarono a cercare la fuga sbarcarono e li uccisero in strada". L'evento è stato commemorato da un medaglione d'oro conosciuto come il medaglione di Treviri, che mostra Costanzo Cloro da un lato e dall'altro lato una donna inginocchiata presso le mura della città accogliendo un soldato romano a cavallo. Il medaglione è così chiamato perché è stato coniato a Treviri, in quella che oggi è la Germania. Fu ritrovato ad Arras in Francia nel 1920.
Un altro ricordo del ritorno di Londinium al controllo romano è stata la costruzione di una nuova serie di terme nel foro, intorno al 300 circa.  Solo recentemente sono state riconosciute come strutture termali , in precedenza si pensava che queste rovine fossero parte del foro e del mercato. Le dimensioni non erano molto grandi, ma si trattava di una costruzione molto elaborata e lussuosa. La camera favorita nel bagno è il frigidario con due piscine meridionali e un natatio (piscina per il nuoto) nel lato orientale.

### IV secolo
La prima metà del IV secolo sembra essere stato un tempo prospero per la Britannia, per la presenza di numerose ville romane nel circondario di Londra risalenti a questo periodo. Di certo si sa che un arcivescovo metropolita cristiano era insediato in città in questo periodo. La prova dell'antichità della sede vescovile di Londra è legata ai nomi dei tradizionali sedici arcivescovi elencati nel XII secolo da Jocelyn di Furness nelle sue opere sui Vescovi, l'unica fonte per questi nomi. Tuttavia, il primo dei due vescovi di nome Restitutus, presente nella lista di Jocelyn, è certo che sia esistito veramente, poiché viene indicato come partecipante al Concilio di Arles nel 314.
Verso la metà del secolo, tuttavia, la Britannia fu sempre più tormentata dalle scorrerie di invasori barbari. Dal 340 in poi, il nord della Britannia fu attaccato dai Pitti . Nel 360 un attacco su larga scala costrinse l'imperatore Giuliano l'Apostata a inviare truppe per affrontare la minaccia. In questo periodo, a Londra furono fatti grandi sforzi per migliorare le difese della città. Almeno venti bastioni furono aggiunti alle mura della città.
Nel 367 vi fu una lega di barbari, definita dallo storico del IV secolo Ammiano Marcellino una  'barbarica conspiratione' , un'altra invasione su larga scala composta da Pitti, Scoti e Sassoni. Questa volta il comandante conte Teodosio fu mandato per affrontare il problema e ripristinare l'ordine, usando Londinium come base. Intorno al 368 Londinium fu rinominata come Augusta. Nello stesso secolo, la Britannia fu divisa di nuovo e Londinium divenne la capitale della provincia Maxima Caesariensis.
Tuttavia i problemi dell'impero continuarono e nel 382 le truppe britanniche si ribellarono ed elessero come proprio "imperatore" Magno Massimo. Ben presto egli riunì tutti i soldati stanziati in Britannia e attraversò il canale. Ottenne il controllo della parte occidentale dell'impero, prima di essere sconfitto nel 388 da Teodosio I nella battaglia sul fiume Sava. Dopo questo evento rimasero pochissime truppe a difendere la Britannia.
Alla fine del IV secolo molte città Romano-britannici, tra cui Londra, erano in declino. Le prove dimostrano che molti degli edifici pubblici di Londra erano caduti in rovina a partire da questo periodo.

### Declino e abbandono
Nel corso del V secolo, l'Impero Romano proseguì nel suo declino. Tra il 407 e il 409 un gran numero di barbari penetrò nella Gallia e nella penisola iberica indebolendo seriamente le comunicazioni tra Roma e la Britannia nella parte occidentale dell'Impero. In questo periodo le truppe britanniche eleggevano i propri comandanti e l'ultimo di questi fu Costantino III che dichiarò di essere l'Imperatore dell'Impero romano d'Occidente e incominciò una spedizione oltre la Manica, lasciando nella Britannia pochi soldati a difenderla. Nel 410 le autorità romano-britanniche infransero la loro fedeltà a Costantino III e chiesero aiuto all'imperatore Onorio. Egli, però, disse loro che i britannici avrebbero dovuto prendersi cura delle loro difese, il che conferma ufficialmente la fine dell'occupazione romana della Britannia.
Dopo la caduta dell'Impero Romano, la Britannia divenne sempre più vulnerabile agli attacchi di invasori germanici, vale a dire Angli, Sassoni, Juti e Frisii. Ci sono poche prove evidenti, sia storiche sia archeologiche, di quello che avvenne a Londra in questo periodo post-romano. Tuttavia, il caos nel crollo dell'Impero Romano e della Britannia interruppe il commercio su lunghe distanze, i salari dei funzionari imperiali non furono pagati e Londra decadde drasticamente.
Secondo i primi storici, come Beda il Venerabile e Gildas, i cui scritti sono stati poi riuniti nella Cronaca anglosassone, nel 449 Angli, Sassoni e Juti furono invitati in Britannia dal re Vortigern come mercenari per difendere la Britannia contro i Pitti e gli Scoti. Beda, che scriveva nell'VIII secolo, affermò che gli Juti si stabilirono nel Kent e nel 457, guidati dai fratelli Hengist e Horsa, si rivoltarono contro i Britanni che li aveva invitati e li sconfissero nella Battaglia di Crecganford (Crecganford si pensa sia la moderna Crayford). I britanni si rifugiarono a Londra per il terrore. Dopo questo avvenimento non è molto chiaro ciò che successe a Londra, poiché i documenti storici sono molto frammentari. Gli archeologi hanno trovato le prove che un piccolo numero di famiglie benestanti sia riuscito a mantenere uno stile di vita romano fino alla metà del V secolo, abitando ville nell'angolo sud-orientale della città. Alla fine del V secolo, tuttavia, la città era in gran parte un rudere disabitato.
L'area della città romana rimase sostanzialmente disabitata per i successivi 400 anni, fino a quando nel sito si insediarono gli Anglosassoni.

## Edifici importanti

### Confini della città
La città romana ricopriva circa la zona della 'City di Londra'. A est ricopriva il tratto che va dalla 'Torre di Londra' alla porta 'Ludgate' verso ovest (all'incirca la collina di Ludgate della Londra moderna), corrispondente a circa 1,5 chilometri (1 640 yd) lungo il Tamigi. A nord i confini della città corrispondevano alla porta 'Bishopsgate' e alla porta 'Cripplegate' (vicino al Museo di Londra). La moderna via 'London Wall' contrassegna quel sito. Al di fuori dei limiti della cinta muraria vi erano sobborghi e cimiteri. A sud del fiume vi era una considerevole zona abitata a Southwark.

### Edifici
Intorno alla zona dell'attuale Stazione di Cannon Street, sono stati ritrovati i resti di un grande edificio, spesso ritenuto il palazzo del governatore (praetorium). Aveva un giardino, piscine e vari saloni, alcuni dei quali decorati con pavimenti in mosaico. La pianta dell'edificio è solo in parte conservata. L'edificio fu costruito nella seconda metà del I secolo e fu in uso fino al 300 circa. È stato ricostruito e ristrutturato più volte.
Costruito nel centro della città romana, il Foro fu il più grande edificio per mercanti a nord delle Alpi, con dimensioni quasi di un quadrato perfetto e misura 168 x 167 metri. Sono stati individuate due fasi di edificazione principali. Inizialmente il foro, costruito dopo la ribellione di Budicca, aveva un cortile aperto e diversi negozi intorno a esso. L'identificazione di questo edificio, come un foro fu contestata, e si è sostenuto che si trattava soltanto di grandi magazzini. All'inizio del II secolo il complesso fu significativamente ampliato. Il foro aveva ancora un cortile aperto con negozi intorno, ma anche una grande basilica. Il foro fu in uso fino al quarto secolo ..
A nord della città sono stati ritrovati resti dell'anfiteatro, alcuni ancora visibili sotto l'attuale edificio Guildhall. Londinium ha avuto diversi edifici per il bagno o Terme romane. Spesso non è chiaro se i resti ritrovati appartenevano a bagni pubblici o a case private. Un bagno pubblico ben conservato è stato ritrovato a 'Huggin Hill' vicino al Tamigi. Essa risale alla seconda parte del I secolo e fu demolito intorno al 200 circa.

### Templi

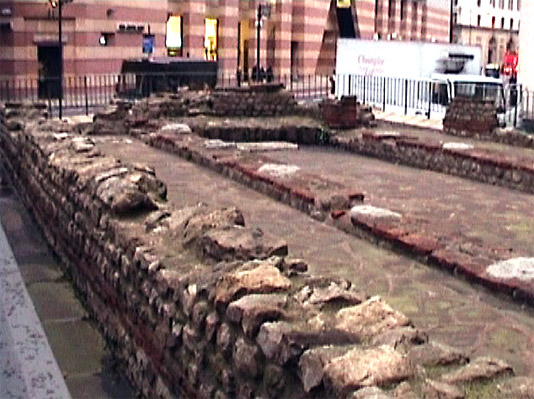
Rovine del Tempio di Mitra

La città aveva molti templi importanti. Il restauro di un tempio di Giove viene menzionato in un'iscrizione, anche se l'edificio non è stato ancora identificato. Le iscrizioni che citano un tempio di Iside sono stati trovati nel distretto di Southwark. Edifici riconducibili a templi sono stati ritrovati durante gli scavi nei pressi del vecchio foro, un tempio circolare ad ovest della città e forse sulla "Peter's Hill", dove sono state trovate robuste fondamenta tipiche degli edifici di culto. I nomi degli dei a cui sono dedicati questi edifici non sono sopravvissuti. L'unica eccezione è il Tempio di Mitra ritrovato nel 1954, che contiene ancora molte sculture votive in miniatura di alta qualità.

### Quartieri residenziali

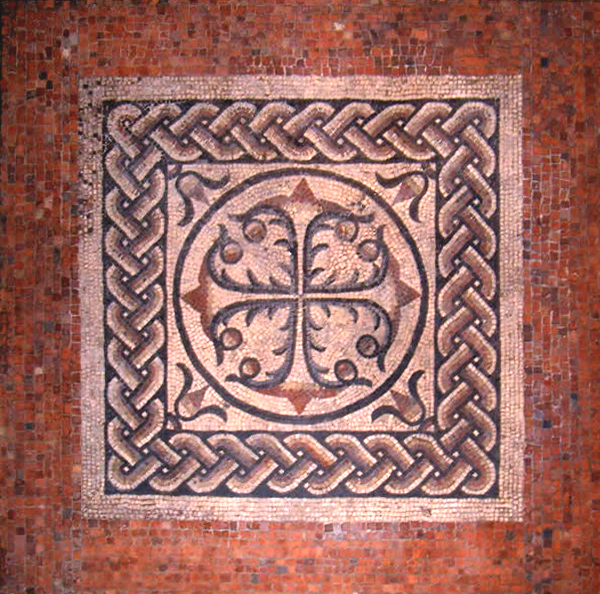
Pavimento con mosaico (restaurato) da un'abitazione di Londinium.

Nel I secolo, la maggior parte degli edifici della città erano costruiti in legno, solo nel II secolo furono sostituiti in parte da edifici in pietra.  Alla fine del II secolo, quando molti edifici erano in pietra, la densità abitativa diminuì. Invece di tante piccole case di legno, vi erano grandi e ben attrezzati edifici in pietra , perlomeno in alcune zone della città. Gli scavi hanno dimostrato che molti degli edifici erano riccamente decorati con affreschi, mosaici pavimentali e ipocausti sotto il pavimento, dimostrando la ricchezza dell'élite. La  'casa romana di Billingsgate'  è stata costruita vicino alla riva del fiume e aveva un bagno privato.

## Il porto di Londinium

### Costruzione del porto
La maggior parte del porto romano fu ricostruita dopo la ribellione di Budicca, quando fu estesa la riva lungo il fiume con gettate di ghiaia per consentire la costruzione di un molo robusto perpendicolarmente alla riva. Il porto fu costruito in quattro sezioni, a partire dalla zona a monte del Ponte di Londra verso il Walbrook. La riva è stata costruita in tre fasi principali, dal I al III secolo. Scarti di armature, cinghie di cuoio e timbri militari e legnami da costruzione suggeriscono che il sito fosse costruito utilizzando manodopera militare.

### Uso del porto
Londinium era una prospera comunità che faceva affidamento sulle proprie reti commerciali per sostenere lo stile di vita sontuoso dei suoi abitanti. Le importazioni di ceramica fine, di gioielli e di vino erano molto richieste a causa della mancanza di artigianato locale e di materiali per questi beni. Solo due grandi edifici antichi ritenuti strutture di magazzino sono stati scoperti in prossimità del fiume. Questo favorisce l'idea che Londinium fosse un centro commerciale di grandi dimensioni, un centro di distribuzione piuttosto che un'area di stoccaggio come Ostia. Al contrario , le merci venivano trasportate rapidamente verso e da Londinium e poche necessitavano di essere immagazzinate..

### Riscoperta moderna
Il primo esame archeologico approfondito della città romana di Londinium fu fatto nel XVII secolo, dopo il grande incendio del 1666. L'ampia ricostruzione di Londra a partire dal XIX secolo, ha permesso la registrazione e la conservazione di gran parte della antica Londra, mentre venivano fatti i moderni ampliamenti. I più importanti reperti di Londinium, tra cui mosaici, frammenti di muro e di edifici, sono stati sistemati al British Museum e al Museo Guildhall. Nel 1970 gli archeologi hanno incominciato il primo scavo intensivo dei siti sulla riva del fiume. Le loro scoperte hanno rivelato che il porto fu costruito e si espanse rapidamente, fiorì e rapidamente decadde nel V secolo. Dove non fu ritrovato alcun reperto vi fu ricostruito sopra, il che rende molto difficile studiare o scoprire qualcosa di nuovo.